# Regina Gebhard
Regina Gebhard, geborene  Hein (* 21. Januar 1928 in Berlin), ist eine deutsche Gebrauchsgrafikerin.

## Leben und Werk
Regina Hein absolvierte von 1944 bis 1946 in Berlin eine Lehre als Schneiderin. Sie bewarb sich 1947 in der Fachklasse Mode der Kunstschule des Nordens, der späteren Kunsthochschule Berlin-Weißensee, und wurde, wie alle damaligen Bewerber, angenommen. Weil die Kunst sie mehr interessierte als die Mode, wechselte sie dann in die Klasse für Freie Graphik zu Ernst Rudolf Vogenauer. Dort wurden die Studenten, die bisher nur die von den Nationalsozialisten vertretenen Kunstvorstellungen kannten, in der Lehre und beim Besuch von Ausstellungen an die moderne Kunst herangeführt, und sie erlernten vor allem die Techniken des Holzschnitts, der Lithografie und Radierung. Eine ihrer Kommilitoninnen war Ingeborg Friebel.
Vom letzten Studienjahr bis 1953 arbeitete Regina Hein am Institut für industrielle Gestaltung und entwarf dort Holzspielzeug. 1952 erhielt sie ihr Diplom. Am Institut lernte sie Max Gebhard kennen, den sie 1953 heiratete und mit dem sie eine Neubau-Wohnung in der damaligen Stalinallee erhielt.
Regina Gebhard arbeitete dann in Berlin als freischaffende Gebrauchsgrafikerin. U. a. schuf sie Illustrationen für den Abendgruß des Kinderfernsehens des Deutschen Fernsehfunks, für die Kurzfilme Das Schwälbchen (1965) und Die zwölf Monate (1967) und für die ABC-Zeitung. Für den Kinderbuchverlag Berlin illustrierte sie 1962 Das Schachlehrbuch für Kinder von Kolma Maier-Puschi, für den Postreiter-Verlag Halle 1987 Die Heinzelmännchen. Aufträge erhielt sie u. a. auch vom Verlag Junge Welt. Sie gestaltete Weihnachtskalender u. Ä. und entwarf politische und Werbe-Plakate, so als Solidaritätsplakat für Südamerika 1984 Vorwärts und nicht vergessen die Solidarität.
Seit Ende der 1980er Jahre widmet sie sich zunehmend der freien Gestaltung von Collagen und Montagen aus Fotografien, diversen Papieren und Bildern aus Illustrierten.
Regina Gebhardt war bis 1990 Mitglied des Verbands Bildender Künstler der DDR.
Nach der deutschen Wiedervereinigung bereiste sie Westdeutschland, Italien, Spanien, Frankreich, England, die Türkei und Norwegen.
Zugleich brachen jedoch die Aufträge weg. Regina Gebhard ging deshalb in Rente. Sie macht noch freie Arbeiten.

## Ausstellungen (mutmaßlich unvollständig)

### Einzelausstellungen
- 2007/2008: Berlin, Alte Feuerwache Friedrichshain („gezeichnet und geschnitten“; Collagen, Scherenschnitte und Zeichnungen)[1]
- 2018: Berlin, Insel-Galerie[2]
- 2018: Berlin, Alte Feuerwache Friedrichshain
- 2023: Berlin, Stadtteilzentrum Pauline (Scherenschnitte)

### Ausstellungsbeteiligungen
- 1962/1963: Dresden, Fünfte Kunstausstellung der DDR
- 1988: Berlin, Ausstellungszentrum am Fernsehturm („America latina. Lateinamerika in der bildenden Kunst der DDR“)

## Weblink
- https://www.stiftung-industrie-alltagskultur.de/projekte/design-in-der-ddr/gestalter/regina-gebhard/